# Bárbara Elorrieta
Bárbara Elorrieta (n. 1985) actriz de cine.

## Biografía
Bárbara Elorrieta nació en Madrid, España el 5 de mayo. Es hija del director Javier Elorrieta y nieta del también director José María Elorrieta.

## Filmografía

### Series de televisión
- 2005/06 Negocis de família era Sofía.
- 2004 Diez en Ibiza fue Sheila.
- 2002-2003 20 tantos fue Vero.
- 2004 Corazón Dominado fue Arantxa.
- 2002 Cuéntame cómo pasó en el papel de chica americana.
- 2000-2003 en Paraíso fue Lidia.
- 1998 La casa de los líos

### Cine
- 2006 Rojo intenso interpreta a Luna.
- 2004 Rottweiler interpreta a una mujer de blanco.
- 2003 Teresa Teresa interpreta a una adolescente.
- 2003 Pacto de brujas como Lidia.
- 2003 Beyond Re-Animator como Emily Phillips.
- 2002 Welcome 2 Ibiza interpreta a una Hippie.

### Cortometrajes
- 2002 La Araña negra, como Lupe.
- 2002 Tiempos mejores, como Mimo.
- 2000 La muerte de Sardanápalo, como Sara.
- 2000 Enrique y Ana, como Ana.
- 2000 El Cinéfilo, en el papel de sueca.
- 1999 La Cartera, como Chica cañón.
- 1999 Drama, como Sonia.
- 1999 El apagón, como Sara.
- 1999 Es fácil, como Chica torturada.
- 1999 Un beso de mentira, como Eva.

## Televisión
- 2007-08 en Intereconomía TV como productora de varios programas de dicha cadena, y como copresentadora de Más se perdió en Cuba.
- 2003 actriz invitada en el concurso Pasapalabra.

## Teatro
- Presentadora de los Premios Crítico de Cine de la Guía del Ocio. 2001.
- Premio MundoVisión Mejor Actriz 2004.